# Severin Løvenskiold
 Der er flere personer med dette navn, se Severin Løvenskiold (flertydig).
Severin Løvenskiold (født 7. februar 1777 i Porsgrund, død 13. september 1856 på Fossum Jernværk) var en norsk statsmand, broder til Frederik og Herman Løvenskiold. Han var Norges statsminister i Stockholm 1828-1841 og Norges statholder 1841-1856.

## Uddannelse
Løvenskiold var søn af Severin Løvenskiold (1743–1818) til Fossum Jernværk og Benedicte Henriette, født Aall (1756–1813, tante til Jørgen, Niels og Jacob Aall).
Han blev født 7. februar 1777 i Porsgrund, i hvis nærhed faderen ejede godser og jernværker, modtog sin første undervisning i det fædrene hjem og sendtes derfra 1786 til Holsten, hvor han til en begyndelse opdroges i Wandsbek, senere i Eutin. Han var i hele denne tid i nær berøring med grev og grevinde Schimmelmann, den sidste hans slægtning, J.H. Voss og Stolbergerne og blev stærkt påvirket fra deres åndfulde kreds. 1793-94 opholdt han sig hos grev Stolberg-Wernigerode og gjorde udflugter til sachsiske og schlesiske bjergværker. Om efteråret 1794 kom han til København, hvor han i grev Ernst Heinrich von Schimmelmanns hus fandt et nyt hjem, og tog i maj 1796 latinsk-juridisk embedseksamen, hvorefter han aflagde et besøg hos sin fader. Ved tilbagekomsten til København blev han 1799 auskultant i Rentekammeret; 1796 blev han kammerjunker, 1809 kammerherre. 1801 udnævntes han til assessor i Kommercekollegiet og 1802 tillige til assessor i Finanskassedirektionen, hvor han havde anledning til at arbejde under sin gamle beskytter, grev Schimmelmann. I maj 1803 vendte Løvenskiold, som i forvejen efter faderens ønske havde taget afsked fra sine embedsstillinger, tilbage til Norge, hvor han kort efter som ejendom overtog det fædrene gods Fossum Jernværk ved Skien. Samme år blev han amtmand over Bratsberg Amt, hvorhos han i årene 1805-11 var konstitueret amtmand over Larviks grevskab.

## Englandskrigene
Sommeren 1807 tilbragte Løvenskiold med sin familie i det sydlige Tyskland. Under hjemrejsen fik han efterretning om den ulykke, som var overgået København, og modtog i Hamborg kronprins Frederiks befaling om at møde ham i Kiel. Ved sin ankomst der til fik han sig af kronprinsen forelagt spørgsmålet, hvorledes Norge under disse forhold skulle kunne reddes og hjælpes. Løvenskiold svarede derpå, at hvis krigen skulle blive langvarig, var der kun et eneste middel til at redde Norge fra hungersnød og til at vedligeholde forbindelsen mellem begge riger, og dette bestod deri, at man under en eller anden form valgte en anden udvortes politik for Norge end for Danmark og oprettede en egen norsk regering med fuld rådighed såvel for de indre som for de ydre forhold. Kronprinsen ville ikke høre tale derom og pålagde Løvenskiold at overbringe andre ordrer til Norge. Under store farer slap han fra Aalborg først til Fladstrand og så over til Norge.
Under krigsårene udfoldede Løvenskiold i sit amt en betydelig virksomhed. Han arbejdede med iver for kystforsvaret og end mere for at skaffe amtets befolkning den fornødne forsyning med korn og levnedsmidler, i hvilket øjemed han, sammen med nogle andre fædrelandsvenner, oprettede en særegen provideringskommission for amtet, der udrettede overmåde meget. Ved subskriptionen for det nye norske universitet tegnede han sig for 5000 Rdl. I 1812 foretog han en rejse til Danmark, men blev af kongen på grund af den truende politiske stilling beordret til at vende tilbage til Norge og overtage sit amt. Med bange anelser imødeså han krigens udfald. I efteråret 1813 ansøgte og fik han afsked fra sit embede. Kort efter sluttedes freden i Kiel.

## Deltagelse i Norges rigsforsamling
Løvenskiold kunne ikke dele de forhåbninger, hvormed prins Christian Frederik imødeså begivenhedernes videre udvikling, og han aflagde ikke den af prinsen fordrede ed. Han valgtes desuagtet til Bratsberg Amts repræsentant på den indkaldte rigsforsamling og mødte som sådan i april og maj 1814 på Ejdsvold. Han tilhørte den lille minoritet og var i den egenskab jævnlig udsat for misforståelse og bagvaskelse. Christian Frederik hånede ham og betragtede ham som en af sine svorne fjender. Ingen udtalte sig heller med større åbenhed om forholdene end han, og dette indbragte ham mange ubehageligheder, idet han for modpartiet blev som den røde klud. Den behandling, for hvilken han var udsat, satte sine mærker i hans erindring, og han så senere hen de 6 uger, han havde tilbragt på Ejdsvold, i et meget mørkt lys.

## Unionen med Sverige og udpegelse til statsminister
Efter at foreningen med Sverige var afsluttet, kaldtes Løvenskiold af Carl Johan til Christiania, hvor der blev ham tilbudt en plads i den nye regering. Han afslog dette, men modtog i stedet det hverv at forhandle i København om opgørelsen af statsgælden. 1815-16 var han i denne anledning i København, men uden at føre forhandlingerne til ende. 1815 blev han udnævnt til statsråd og førte vedvarende denne titel, medens han for øvrigt som privatmand levede på Fossum, hvor han var fuldt optaget. Han byggede i disse år den store hovedbygning, som fremdeles står. Dette rolige liv vedvarede til 1828, da han udnævntes til statsminister og chef for den norske statsrådsafdeling i Stockholm. Som statsminister nød Løvenskiold Carl Johans specielle nåde og hørte til den intimeste kreds, der omgav kongen, medens han næppe arbejdede synderlig godt sammen med regeringens chef i Christiania, statsråd Jonas Collett. 1833 ledsagede han kronprins Oscar på dennes rejse til Bergen. Få en udenlandsrejse 1834 gjorde han bekendtskab med kong Frederik Vilhelm III og med fyrst Metternich. Den liberale norske opposition yndede ham derimod ikke. Stortinget i 1836 optrådte på en måde, der ikke alene fremkaldte kongens misfornøjelse, men også vakte opsigt i udlandets diplomatiske verden på et tidspunkt, da der kunne befrygtes alvorlige forstyrrelser af den europæiske fred. Visse vink fra Sankt Petersborg havde til følge, at Carl Johan i juli 1836 bestemte sig for at opløse Stortinget og udførte denne beslutning. Statsråderne Poul Christian Holst og Thomas Fasting protesterede, derimod ikke Løvenskiold., som alene var indviet i kongens bevæggrunde. Han blev i denne anledning genstand for de voldsomste angreb. I almindelighed troedes, at den aristokratiske statsminister havde tilrådet kongen at opløse stortinget for derved at undgå vedtagelsen af de nye demokratiske kommunallove. Inden opløsningen nåede Odelstinget at anklage ham for en rigsret. "Man kan dekapitere mig, men ikke dekaraktisere mig", skal statsministeren derom have sagt. Med en eller to stemmers overvægt idømte rigsretten ham en mulkt af 1000 speciesdaler! Løvenskiold indgav en ansøgning om afsked, hvori han betegnede sig selv som den, der var "indviet i alle de Rigets indre og ydre Forhold", der havde foranlediget beslutningen om at opløse Stortinget. Kongen svarede med at anmode ham om at forblive stående, hvad også skete.
Grev Herman Wedel-Jarlsberg blev 1836 udnævnt til statholder. Indtil hans død 1840 var der mellem ham og Løvenskiold et meget godt samarbejde, der ikke rystedes ved nogen krise. Det var rolige år. Efter grev Wedels død udnævntes Løvenskiold til hans efterfølger som statholder og blev den sidste, som beklædte dette i 1873 ophævede embede. I 1848 tilrådede han, at de forenede riger skulle optræde aktivt i krigen på Danmarks side og under Krimkrigen frarådede han tilnærmelsen til vestmagterne. I 1856 nedlagde han sit embede og trak sig tilbage til Fossum, hvor han døde 13. september samme år. 
Løvenskiold ægtede 9. april 1802 Hedevig Sophie komtesse Knuth (9. oktober 1784 – 17. januar 1819), datter af grev Adam Christopher Knuth til Lilliendal.